# Roland Robertson
Roland Robertson (7 de agosto de 1938-29 de abril de 2022) fue un sociólogo y teórico de la globalización. Es conferencista en la Universidad de Aberdeen en Escocia, Reino Unido. Anteriormente, era  profesor  de sociología en la Universidad de Pittsburgh, y fue Presidente  de la Asociación para la Sociología de Religión en el año 1988. 
Las teorías de Robertson se han centrado significativamente en una aproximación social fenomenológica y psicosocial diferente a la de los teóricos orientados más a lo material como Immanuel Wallerstein o Fredric Jameson. Para Robertson, el aspecto más interesante de la era moderna (o postmoderna) es la manera en la que se ha desarrollado una conciencia global.